# (300171) 2006 VS151
(300171) 2006 VS151 es un asteroide perteneciente al cinturón de asteroides descubierto el 9 de noviembre de 2006 por el equipo del Near Earth Asteroid Tracking desde el Observatorio del Monte Palomar, Estados Unidos.

## Designación y nombre
Designado provisionalmente como 2006 VS151.

## Características orbitales
2006 VS151 está situado a una distancia media del Sol de 3,154 ua, pudiendo alejarse hasta 3,689 ua y acercarse hasta 2,619 ua. Su excentricidad es 0,169 y la inclinación orbital 20,27 grados. Emplea 2046,31 días en completar una órbita alrededor del Sol.

## Características físicas
La magnitud absoluta de 2006 VS151 es 15,2. 